# 林岳平
林岳平（1982年1月28日—），為一名台灣退役職業棒球投手、教練，現任統一7-ELEVEn獅總教練，13年職棒生涯留有129次救援成功的紀錄，曾是救援成功紀錄保持人，直到2023年4月5日由陳韻文達成130次所超越。

## 經歷
- 高雄市三民區獅湖國小少棒隊
- 高雄市五福國中青少棒隊
- 高雄市三民高中青棒隊
- 台灣電力棒球隊
- 國家儲訓棒球隊
- 中華職棒統一獅代訓球員
- 中華職棒統一7-ELEVEn獅（2005年－2017年）
- 中華職棒統一7-ELEVEn獅二軍投手教練（2018年－2019年）
- 中華職棒統一7-ELEVEn獅一軍總教練（2020年10月24日真除）
- 中華成棒代表隊總教練（2022年9月－2023年3月）

## 職業生涯

### 選手時期
林岳平於2004年中華職棒首屆替代役選秀會中以第一輪第四順位為統一獅選中。生涯初期以先發為主，中後期起則專職救援，並於2013年8月15日於台南球場對戰義大犀牛隊，在9局上後援1局無失分，達成生涯第125次救援成功，超越前隊友凱撒(Mike Garcia)的124次。
2007年5月17日，林岳平因為心臟主動脈閉鎖不全及心臟瓣膜脫垂，而住院進行了心臟瓣膜置換手術，過程由當時任職國立中央大學天文研究所的孫維新教授拍攝成紀錄片。同年9月21日復出，第一個打席就三振了兄弟象選手陳江和，復出最快球速已達147公里，2008年復出後的完整球季中已經能夠飆出以往的154公里球速。
2018年，36歲的林岳平宣布退下球員身分，轉任教練職務，結束13年的職棒生涯，129次救援成功為當時中華職棒救援最高紀錄。2018年3月25日，於統一7-ELEVEn獅主場開幕戰賽後舉辦引退儀式。

### 執教
2020年球季，林岳平接下統一7-ELEVEn獅的代理總教練一職，於下半季奪冠後真除。
2020年台灣大賽，在1勝3負的劣勢之下，林岳平帶領統一7-ELEVEn獅逆襲中信兄弟隊，在追平對手之後的賽後記者會，仍不疾不徐的講「還沒到生死一戰，只是勝負一戰。」，由此可見其強大的抗壓性，最終更是達成帶兵首年就帶領球隊勇奪總冠軍。
2021年11月18日，雖然統一7-ELEVEn獅以3比4敗給富邦悍將，但另一地的味全龍以11比2擊敗下半季戰績排名第二的中信兄弟使得魔術數字歸零，仍帶領統一7-ELEVEn獅得以非自力封王取得下半季冠軍進軍台灣大賽尋求二連霸。
2021年台灣大賽，統一7-ELEVEn獅苦吞四連敗慘遭中信兄弟橫掃，林岳平沒能夠帶領統一7-ELEVEn獅達成二連霸。他於同年12月16日住院接受第二次心臟瓣膜置換手術。
2022年5月17日，統一7-ELEVEn獅球團發表聲明證實林岳平確診COVID-19，身體無大礙，暫由首席教練高志綱代理總教練。
2022年9月12日，中華職棒聯盟在經過各方討論之後，確定將由40歲的林岳平出任2023年經典賽中華隊總教練，也成為經典賽台灣史上最年輕的總教練。

## 特殊事蹟
曾入選2004年雅典奧運國家隊國手，但在最後一刻與莊宏亮一齊遭到割愛。
2006年8月31日，在新竹棒球場面對兄弟象隊投出154公里快速球，創下中華職棒本土最快球速紀錄。
2009年奪得中華職棒20年的「年度救援王」。
2010年4月21日，於台南球場對戰兄弟象隊，投出154公里快速球，追平個人及中華職棒的紀錄。
2011年8月12日於澄清湖棒球場對戰La new熊隊，拿下本季第25次救援成功，同時為生涯第83次救援成功，超越劉義傳成為本土投手第一人。 
2011年8月16日，在台中棒球場出戰興農牛隊，投出156公里的快速球，賽後被聯盟列入正式記錄，打破自己原來的154公里，創下中華職棒本土最快球速且追平聯盟紀錄。
2013年3月31日至8月8日締造連續58又2/3局無全壘打。
2020年球季，職棒生涯首次接掌總教練一職，便率領球隊拿下中職總冠軍。
2022年4月17日於台南棒球場進行統一獅對戰中信兄弟的比賽，比賽進行到12局下半延長賽時，由於內野手林靖凱跑回本壘原判跑回致勝分，但經由電視輔助判決後改判出局後心生不滿，和裁判發生肢體衝突，其中一度把棒球帽擲向球場地面，隨後被驅逐出場，遭中華職棒聯盟罰款一萬元但不禁賽。
2023年4月5日，統一獅隊陳韻文選手在澄清湖棒球場對戰味全龍，九局上登板投球，拿下最後一個出局數，替統一7-ELEVEn獅隊以3:1贏得勝利，取得生涯第130次救援成功，超越了林岳平從2013年起保持近十年的129次記錄。 （页面存档备份，存于）
2023年7月3日，率領統一獅隊於新北市立新莊棒球場擊敗富邦悍將，拿下執教生涯第二百勝。
2025年4月12日，率領統一獅隊於臺北大巨蛋擊敗味全龍，成功拿下執教生涯第三百勝，為中職史上第五人。

## 作品節選

### 電影演出
- 《球愛天空》，飾演：自己（2012年）

## 生涯成績

### 球員時期
| 年度 | 球隊           | 出賽 | 先發 | 勝投 | 敗投 | 中繼 | 救援 | 完投 | 完封 | 四死 | 三振 | 責失 | 投球局數 | 自責分率 | 被上壘率 |
| ---- | -------------- | ---- | ---- | ---- | ---- | ---- | ---- | ---- | ---- | ---- | ---- | ---- | -------- | -------- | -------- |
| 2005 | 統一獅         | 36   | 19   | 7    | 3    | 3    | 0    | 2    | 0    | 54   | 111  | 58   | 135.0    | 3.87     | 1.38     |
| 2006 | 統一獅         | 46   | 8    | 5    | 6    | 0    | 1    | 1    | 0    | 51   | 82   | 36   | 100.2    | 3.22     | 1.32     |
| 2007 | 統一獅         | 5    | 0    | 0    | 0    | 0    | 0    | 0    | 0    | 4    | 3    | 2    | 2.1      | 7.71     | 3.43     |
| 2008 | 統一7-ELEVEn獅 | 43   | 13   | 7    | 4    | 0    | 17   | 0    | 0    | 46   | 73   | 44   | 102.1    | 3.87     | 1.49     |
| 2009 | 統一7-ELEVEn獅 | 63   | 0    | 4    | 5    | 1    | 26   | 0    | 0    | 24   | 40   | 22   | 66.2     | 2.96     | 1.17     |
| 2010 | 統一7-ELEVEn獅 | 39   | 4    | 1    | 6    | 3    | 14   | 0    | 0    | 25   | 32   | 23   | 56.1     | 3.67     | 1.46     |
| 2011 | 統一7-ELEVEn獅 | 50   | 0    | 0    | 4    | 4    | 28   | 0    | 0    | 27   | 53   | 19   | 58.2     | 2.91     | 1.19     |
| 2012 | 統一7-ELEVEn獅 | 34   | 0    | 1    | 4    | 0    | 23   | 0    | 0    | 20   | 31   | 17   | 34.0     | 4.50     | 1.62     |
| 2013 | 統一7-ELEVEn獅 | 44   | 0    | 2    | 4    | 2    | 20   | 0    | 0    | 27   | 26   | 12   | 40.2     | 2.66     | 1.57     |
| 2014 | 統一7-ELEVEn獅 | 43   | 0    | 3    | 4    | 9    | 0    | 0    | 0    | 19   | 21   | 21   | 38.0     | 4.97     | 1.47     |
| 2015 | 統一7-ELEVEn獅 | 18   | 0    | 0    | 1    | 0    | 0    | 0    | 0    | 11   | 12   | 12   | 18.2     | 5.79     | 1.82     |
| 2016 | 統一7-ELEVEn獅 | 9    | 0    | 0    | 0    | 0    | 0    | 0    | 0    | 6    | 4    | 9    | 5.0      | 16.20    | 3.80     |
| 2017 | 統一7-ELEVEn獅 | 38   | 0    | 3    | 2    | 4    | 0    | 0    | 0    | 15   | 29   | 23   | 33.2     | 6.15     | 1.90     |
| 合計 | 13年           | 468  | 44   | 33   | 43   | 36   | 129  | 3    | 0    | 329  | 517  | 298  | 692.0    | 3.88     | 1.45     |

### 教練時期
| 年度 | 球團           | 背號 | 執教場次 | 勝場 | 敗場 | 和局 | 勝率  | 勝差 | 排名 | 備註                         |
| 2020 | 統一7-ELEVEn獅 | 11   | 120      | 58   | 61   | 1    | 0.487 | 9.5  | 3    | 代理、下半季冠軍、年度總冠軍 |
| 2021 | 統一7-ELEVEn獅 | 11   | 120      | 64   | 51   | 5    | 0.557 | 1.5  | 2    | 下半季冠軍                   |
| 2022 | 統一7-ELEVEn獅 | 11   | 114      | 44   | 67   | 3    | 0.396 | 22.5 | 4    |                              |
| 2023 | 統一7-ELEVEn獅 | 11   | 120      | 62   | 55   | 3    | 0.530 | 2    | 2    | 上半季冠軍                   |
| 2024 | 統一7-ELEVEn獅 | 11   | 120      | 66   | 53   | 1    | 0.617 | 3.5  | 2    | 上半季冠軍                   |
| 2025 | 統一7-ELEVEn獅 | 11   | －       | －   | －   | －   | －    | －   | －   | 上半季冠軍                   |

## 花絮
- 長相類似日本棒球投手高津臣吾及上原浩治。
- 曾於2008年台灣大賽第五戰後，由於有象迷拿林岳平的心臟開玩笑加以挑釁，因而動怒對看台比出割喉動作[12]。

## 個人生活
2009年4月與女子足球國手陳惠珊結婚，育有一子一女。

## 外部連結
- 林岳平在台灣棒球維基館上的頁面（繁體中文）
- 林岳平在中華職棒官網
- 林岳平在Baseball-Reference.com（小聯盟以及海外聯盟）（英语）

| 獎項          | 獎項                                  | 獎項          |
| ------------- | ------------------------------------- | ------------- |
| 前任： 飛鵬   | 中華職棒救援王 2009年                 | 繼任： 庫倫   |
| 前任： 林英傑 | 敗方中華職棒總冠軍賽優秀球員獎 2006年 | 繼任： 陳金鋒 |